# Queso termiótico
El queso termiótico o queso de Citnos (en griego θερμιώτικο τυρί o τυρί της Κύθνου ) es un nombre que hace referencia a los quesos fabricados en Citnos, en las Cícladas.

## Historia
El queso de Citnos era conocido en la antigüedad como Kythnios tyros. Un término que hace referencia al tipo de queso conocido por los locales como trimma, el más característico de los quesos locales. El queso Termiótico se hace con leche de cabra y de oveja, y a veces se le incorpora leche de vaca. Fue uno de los productos de exportación más importantes de Citnos desde la antigüedad hasta los tiempos modernos.  Se utiliza como postre y como ingrediente principal de platos locales (como la sfougata y el pastel de hojaldre).

## Tipos
● Trimma: el queso más famoso y característico de Citnos. Se fermenta con sal y se almacena durante 10 días en una gran vasija de almacenamiento, a la que se le da la vuelta de forma que el pico se apoye en un plato de arcilla para completar el drenaje.
● Sin sal: fresco o agrio. Es la base para elaborar otros quesos y también se utiliza en la preparación de platos. Debe consumirse inmediatamente, ya que no contiene sal para su conservación.
● Kopanisti: Se fermenta cada 2 o 3 días. La sal se añade en la tercera y última etapa. Tiene un sabor picante.
● Mizithra: queso sin sal y desnatado.
● Tyrovolli: un queso seco similar al kefalotyri y que se utiliza con la pasta.
● Protogalia: queso de oveja o de cabra que se elabora en el momento del parto de las vacas. Se escurre, se diluye con agua, se cuece y luego se añade sal o azúcar. Tradicionalmente se considera un queso de calidad.
● Queso feta: Ha aparecido en Kythnos en los últimos años porque es fácil de preparar.